# Linia kolejowa 75 Vác – Balassagyarmat
Linia kolejowa Vác – Balassagyarmat – linia kolejowa na Węgrzech. Jest to linia jednotorowa, nie zelektryfikowana.

## Historia
Linia została oddana do użytku 15 sierpnia 1891 roku.